# Лейкіт Стенфілд
Лейкіт Лі Стенфілд — американський актор і репер. Найбільш відомий за роллю Дарія Еппса у комедійно-драматичному серіалі «Атланта» (2016) телеканалу FX.
Стенфілд дебютував у повнометражному фільмі 2013 року «Короткий термін 12», за яку він був номінований на премію «Незалежний дух». Отримав подальше визнання за участь у численних біографічних фільмах, зокрема «Сельма» (2014), «Просто із Комптона» (2015) та «Сноуден» (2016).
Стенфілд також знявся у бойовику «Чистка: анархія» (2014), комедійно-драматичному фільмі «Наркотик» (2015), фільмі жахів «Пастка» (2017), фантастичному трилері «Зошит смерті» (2017), трилері «Дівчина у павутині» (2018) та науково-фантастичному комедійному фільмі «Вибачте, що потурбував» (2018).

## Раннє життя
Стенфілд народився в Сан-Бернардіно, штат Каліфорнія, виріс у Ріверсайді та Вікторвіллі, Каліфорнія. Вирішив стати актором у 14 років, коли приєднався до драматичного клубу середньої школи. Лейкіт відвідував центр моделювання та кар'єри Джона Касабланкаса в Лос-Анджелесі де почав перші прослуховування.

## Кар'єра
Стенфілд — поет і репер, учасник групи Moors.
Перша його роль була у короткометражному фільмі «Короткий термін 12» (2009), дисертаційному проекті режисера Дестіна Даніеля Креттона в Державному університеті Сан-Дієго, який отримав премію журі за короткометражне кіно в США на кінофестивалі «Санданс 2009». Через рік Стенфілд з'явився у короткометражному фільмі «Джімм Грейс» (2010). Він працював на різних роботах — на покрівлях, в садівництві, в AT&T та в законному диспансері з марихуаною — до того, як з ним звернувся Креттон, який запропонував знову взяти участь у фільмі «Короткий термін 12», але тпере вже у повнометражній адаптації. Це був його перший художній фільм. Під час постановки фільму Стенфілд практикував метод акторської майстерності, дистанціюючись від інших артистів, як його персонаж, Маркус. Він був єдиним актором, який з'явився як у короткометражній, так і у повнометражній версії фільму.
«Короткий термін 12» здобув премію журі, як найкращий художній фільм, на кінофестивалі South South South у 2013 році, також Стенфілд був номінований на премію Незалежного духу за кращу чоловічу роль другого плану.
У 2014 році Стенфілд виступив у головних ролях у фільмах «Чистка: Анархія» та Сельма. З'явився у фільмі " Меморія " Джеймса Франко та в «Miles Ahead» Дон Чедла. Він також знявся у фентезійному фільмі жахів King Ripple режисера Люка Джадена та у музичному відеокліпі гурту Run the Jewels «Close Your Eyes (And Count to Fuck)». У 2015 році він зобразив репера Снуп Догга в біографічній стрічці«Просто із Комптона». У 2017 році знявся у адаптації японської манги Death Note. У тому ж році з'явився у музичному відеокліпі на пісню «Cold Little Heart» та у фільмі жахів « Пастка».
У 2019 році Стенфілд зіграв романтичного ведучого Нейта Девіса у фільмі «Хтось великий», який вийшов на Netflix .

## Особисте життя
Стенфілд був у стосунках з актрисою Зошею Рокемор з серпня 2015 року. Зоша народила дитину в червні 2017 року.

## Фільмографія

### Фільми
| Рік  | Назва                          | Роль                       | Примітки         |
| ---- | ------------------------------ | -------------------------- | ---------------- |
| 2008 | Короткий термін 12             | Марк                       | Короткометражний |
| 2013 | Короткий термін 12             | Маркус                     |                  |
| 2014 | Чистка: Анархія                | Мародер                    |                  |
| 2014 | Сельма                         | Джиммі Лі Джексон          |                  |
| 2014 | The Fires, Howling             |                            | Короткометражний |
| 2014 | King Ripple                    | Кінг Ріппл                 | Короткометражний |
| 2015 | The Ferguson Case, Verbatim    | Доріан Джонсон             | Короткометражний |
| 2015 | Tracks                         | Лоуренс                    |                  |
| 2015 | Наркотик                       | Баг                        |                  |
| 2015 | Просто із Комптона             | Snoop Dogg                 |                  |
| 2015 | Вбити трубача                  | Джуніор                    |                  |
| 2015 | Меморія                        | Макс                       |                  |
| 2016 | Живий вантаж                   | Льюїс                      |                  |
| 2016 | Hard World for Small Things    | Сев                        | Короткометражний |
| 2016 | Сноуден                        | Патрік Хейнс               |                  |
| 2017 | Краун Хайтс                    | Колін Варнер               |                  |
| 2017 | Пастка                         | Андре Хейворт / Логан Кінг |                  |
| 2017 | Неймовірна Джессіка Джеймс     | Деймон                     |                  |
| 2017 | Машина війни                   | Капрал Біллі Коул          |                  |
| 2017 | Izzy Gets the F*ck Across Town | Джордж                     |                  |
| 2017 | Зошит смерті                   | L                          |                  |
| 2017 | Квест                          | Діего                      |                  |
| 2018 | Вибачте, що потурбував         | Кеш Грін                   |                  |
| 2018 | Приходьте у неділю             | Реджі                      |                  |
| 2018 | Дівчина у павутинні            | Едвін Нігам                |                  |
| 2018 | Time of Day                    | У ролі самого себе         | Короткометражний |
| 2019 | Хтось великий                  | Нейт Девіс                 |                  |
| 2019 | Неграновані коштовності        | Демані                     |                  |
| 2019 | Ножі наголо                    | детектив Елліот            |                  |
| 2020 | Фотографія                     | Майкл Блок                 |                  |
| 2021 | Іуда і чорний месія            | Вільям О'Ніл               |                  |
| 2021 | Гірка помста                   | Кроуфорд Голдсбі           |                  |
| 2023 | Маєток з привидами             | Бен Матіас                 |                  |
| 2025 | Покрівельник                   |                            |                  |
| 2025 | Здохни, коханий                |                            |                  |

### Телебачення
| Рік     | Назва                  | Роль        | Примітки                                                      |
| ------- | ---------------------- | ----------- | ------------------------------------------------------------- |
| 2016-22 | Атланта                | Даріус Еппс | 35 епізодів                                                   |
| 2018    | Random Acts of Flyness | гість       | Епізод: «What Are Your Thoughts Raising Free Black Children?» |
| 2019-20 | Кінь БоДжек            | Гай         | 7 епізодів, озвучення                                         |
| 2020    | Шоу Еріка Андре        | гість       | 2 епізоди                                                     |

### Музичні відео
| Рік  | Назва                                 | Виконавець       | Роль    |
| ---- | ------------------------------------- | ---------------- | ------- |
| 2015 | «Close Your Eyes (And Count to Fuck)» | Run the Jewels   | Хлопчик |
| 2017 | «Moonlight»                           | Jay-Z            |         |
| 2017 | «Cold Little Heart»                   | Michael Kiwanuka |         |